# Seekogel (Kaunergrat)
Der Seekogel (3357 m ü. A.) gilt als der schroffste Gipfel des Kaunergrats, eines Gebirgszuges der Ötztaler Alpen in Tirol. Der Gipfel ist eine zerrissene Schneide mit steilen Wänden nach Norden und Süden im langen Grat, der vom Hauptkamm des Kaunergrats zwischen Watzespitze und Rostizkogel östlich abzweigt. Nördlich des Gipfels liegt der Seekarlesferner, östlich befindet sich der Rifflsee. Von Osten und Westen erscheint der Gipfel als Zacken, von Norden und Süden als breite Mauer. Schon der leichteste Anstieg auf den Berg ist eine ernsthafte Kletterei, es gibt zahlreiche, schwierige Routen, insbesondere der Westgrat gilt als für einen Urgesteinsgipfel außergewöhnlich schöne Kletterei.

## Routen
Der übliche Anstieg, auch der Weg der Erstbesteiger, führt über das südlich vorgelagerte Schneidige Wandl (2893 m), die Südwand und den Ostgrat (UIAA III). Es handelt sich dabei um eine ernsthafte Kletterei in meist festem, aber nicht ausgeputztem und teils grasigem Gestein. Für Sicherung ist selbst zu sorgen, ebenso müssen Abseilstellen durch ergänzendes Material abgesichert werden. Vom Rifflsee werden 5 bis 6 Stunden zum Gipfel benötigt.
Neben zahlreichen weiteren Kletterrouten auf diesen Gipfel ist vor allem der Westgrat (UIAA IV) von Bedeutung, der als eine der schönsten Urgesteinsgrate Tirols gilt. Erstbegangen wurde dieser Grat von  Ingenuin Hechenblaikner und F. Harpf im Jahr 1903 im Abstieg. Der Zugang zum Westgrat erfolgt üblicherweise vom Riffelsee am Ostgratabbruch vorbei auf den nördlich liegenden Seekarlesferner, von dem die Einschartung im Westgrat (P. 3224) erreicht werden kann. Am interessantesten ist die Kletterei dabei direkt auf dem Grat, allerdings hat ein Blitzeinschlag 1975 einen der scharfen Türme des Westgrats zerfetzt, sodass dieser nur durch eine etwas heikle Querung in der Südflanke umgangen werden kann.

## Impressionen

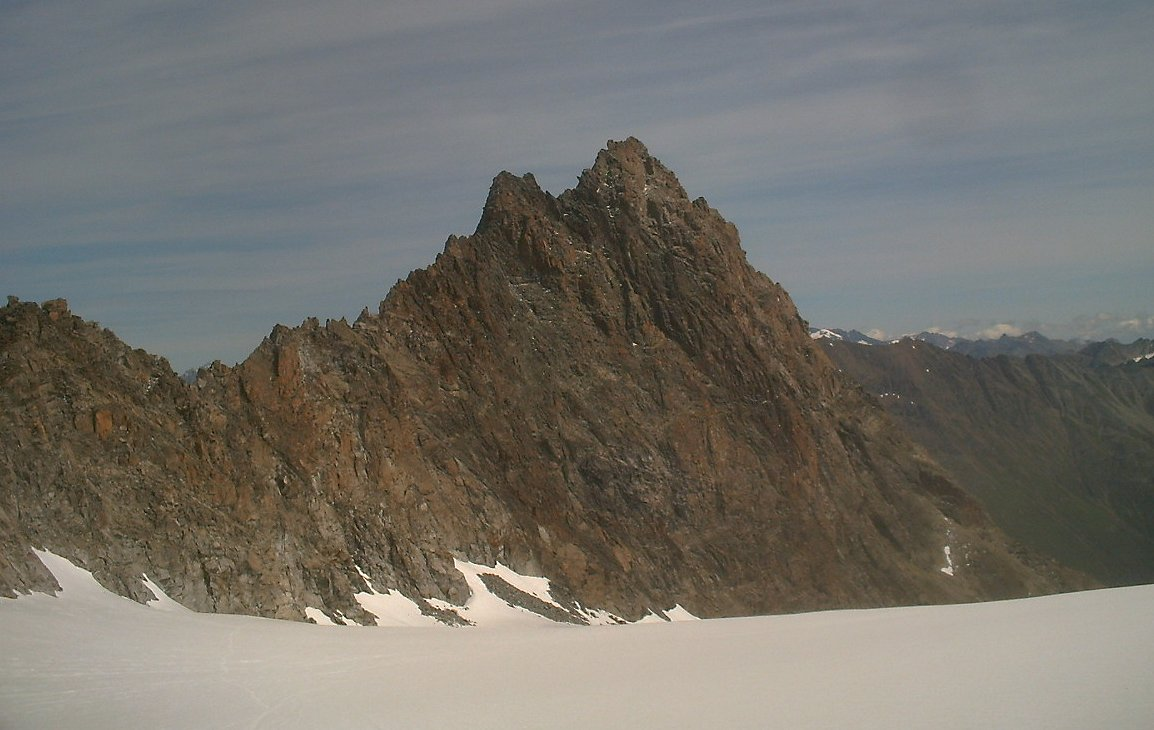
Der Westgrat des Seekogels
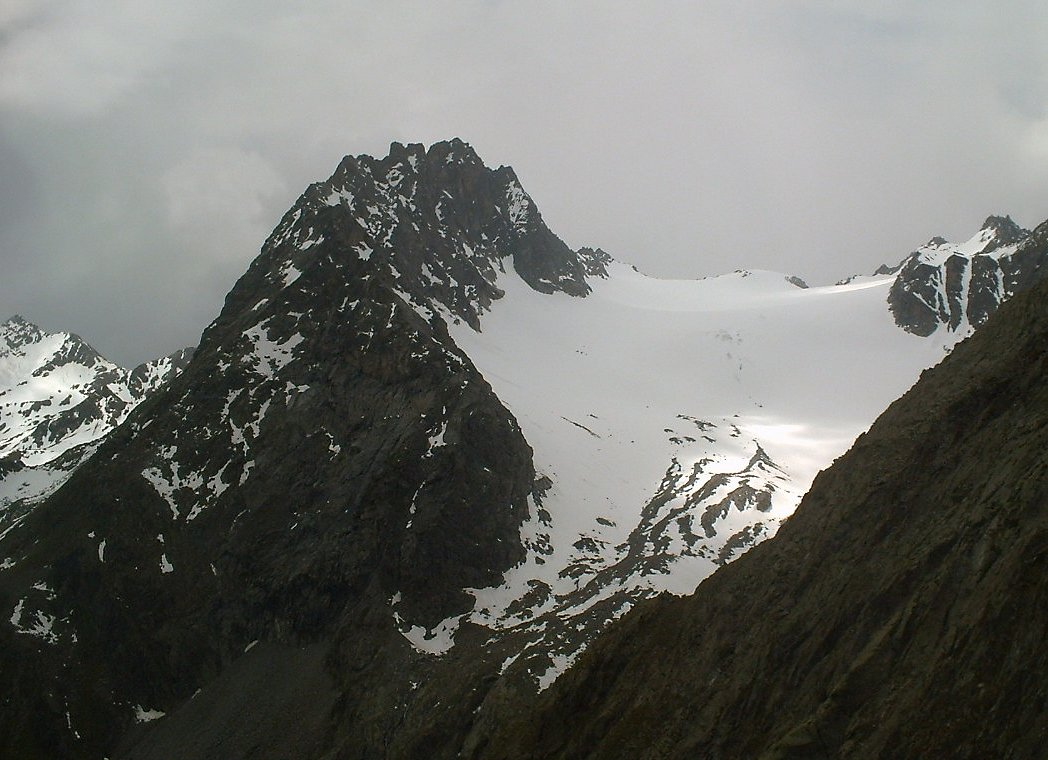
Seekogel vom Zuragkogel mit Seekarlesferner